# Argaman
Argaman (hebrejsky אַרְגָּמָן, podle akronymu jmen izraelských vojáků Arye Regeva a Gada Manela, kteří padli v tomto regionu, v oficiálním přepisu do angličtiny Argaman) je vesnice typu mošav a izraelská osada na Západním břehu Jordánu v distriktu Judea a Samaří a v Oblastní radě Bik'at ha-Jarden.

## Geografie
Nachází se v nadmořské výšce 180 metrů pod úrovní moře v střední části Jordánského údolí. Leží cca 35 kilometrů severoseverovýchodně od centra Jericha, cca 52 kilometrů severovýchodně od historického jádra Jeruzalému a cca 72 kilometrů severovýchodně od centra Tel Avivu.
Argaman je na dopravní síť Západního břehu Jordánu napojen pomocí dálnice číslo 90 (takzvaná Gándhího silnice), hlavní severojižní dopravní osy Jordánského údolí. Vesnice stojí cca 3 kilometry od řeky Jordán, která zároveň tvoří mezinárodní hranici mezi Izraelem kontrolovaným Západním břehem Jordánu a Jordánským královstvím.
Mošav je součástí územně souvislého pásu izraelských zemědělských osad, které se táhnou podél dálnice číslo 90, který je ale v této oblasti prostoupen i několika palestinskými sídly, nejblíže je to menší město az-Zubaidat. Cca 6 kilometrů na jihu s obcí Argaman sousedí židovská osada Masu'a. Na západě se z příkopové propadliny Jordánského údolí zvedá prudký hřbet hornatiny Samařska.

## Dějiny
Argaman leží na Západním břehu Jordánu, jehož osidlování bylo zahájeno Izraelem po jeho dobytí izraelskou armádou, tedy po roce 1967. Jordánské údolí patřilo mezi oblasti, kde došlo k zakládání izraelských osad nejdříve. Takzvaný Alonův plán totiž předpokládal jeho cílené osidlování a anexi.
Vesnice byla založena roku 1968. Už 24. července 1968 prohlásila izraelská vláda, že poblíž arabské lokality Marja Na'ja zřídí osadu typu nachal tedy kombinace vojenského a civilního osídlení, která měla obhospodařovat zdejší zemědělskou půdu. Ještě v roce 1968 byla osada skutečně založena. 1. března 1970 izraelská vláda rozhodla, že v tomto regionu zbuduje dvě až tři civilní osady. K proměně osady typu nachal na civilní sídlo Argaman došlo v květnu 1971.
Obyvatelé se zabývají zemědělstvím. Jižně od vlastní osady se rozkládají rozlehlé pozemky využívané pro intenzivní pěstování plodin. Detailní územní plán obce umožňuje výhledovou kapacitu až 190 bytů, z nichž ale zatím bylo postaveno jen 44.
Počátkem 21. století nebyl Argaman stejně jako celá plocha Oblastní rady Bik'at ha-Jarden zahrnut do projektu Izraelské bezpečnostní bariéry. Izrael si od konce 60. let 20. století v intencích Alonova plánu hodlal celý pás Jordánského údolí trvale ponechat. Budoucnost vesnice závisí na parametrech případné mírové dohody mezi Izraelem a Palestinci. Během druhé intifády nedošlo v osadě stejně jako v celé oblasti Jordánského údolí k vážnějším teroristickým útokům.

## Demografie
Obyvatelstvo mošavu je v databázi rady Ješa popisováno jako sekulární. Podle údajů z roku 2014 tvořili naprostou většinu obyvatel Židé (včetně statistické kategorie "ostatní", která zahrnuje nearabské obyvatele židovského původu ale bez formální příslušnosti k židovskému náboženství).
Jde o menší obec vesnického typu s dlouhodobě stagnující populací. K 31. prosinci 2014 zde žilo 128 lidí. Během roku 2014 registrovaná populace klesla o 1,5 %.
| Rok            | 1983 | 1993 | 1994 | 1995 | 1996 | 1997 | 1998 | 1999 | 2000 |
| -------------- | ---- | ---- | ---- | ---- | ---- | ---- | ---- | ---- | ---- |
| Počet obyvatel | 100  | 164  | 165  | 169  | 148  | 157  | 152  | 155  | 164  |

| Rok            | 2001 | 2002 | 2003 | 2004 | 2005 | 2006 | 2007 | 2008 | 2009 | 2010 | 2011 | 2012 | 2013 | 2014 |
| -------------- | ---- | ---- | ---- | ---- | ---- | ---- | ---- | ---- | ---- | ---- | ---- | ---- | ---- | ---- |
| Počet obyvatel | 160  | 167  | 169  | 166  | 166  | 166  | 170  | 166  | 166  | 169  | 163  | 132  | 130  | 128  |